# Otero County, Colorado
Otero County är ett administrativt område i delstaten Colorado, USA. År 2010 hade countyt 18 831 invånare. Den administrativa huvudorten (county seat) är La Junta.  

## Geografi
Enligt United States Census Bureau har countyt en total area på 3 289 km². 3 271 km² av den arean är land och 18 km² är vatten.

### Angränsande countyn
- Crowley County, Colorado - nord
- Kiowa County, Colorado - nordöst
- Bent County, Colorado - öst
- Las Animas County, Colorado - syd
- Pueblo County, Colorado - väst